# 基安娜·埃利奥特
基安娜·罗丝·埃利奥特（英語：Kiana Rose Elliott，1997年7月27日—）生于新南威尔士州，是一名澳大利亚女子举重运动员。她在6岁时开始练习体操，然而受持续伤病影响，她于14岁时放弃体操。并在之后开始练习举重，2013年开始参加国际比赛，不久后她便在青少年级别比赛中取得一定成绩，2014年，她在南京青奥上获得女子63公斤级第7名。她此前一直在悉尼训练，2019年移居至阿德莱德。